# Jean Barbault
Pour les articles homonymes, voir Barbault.

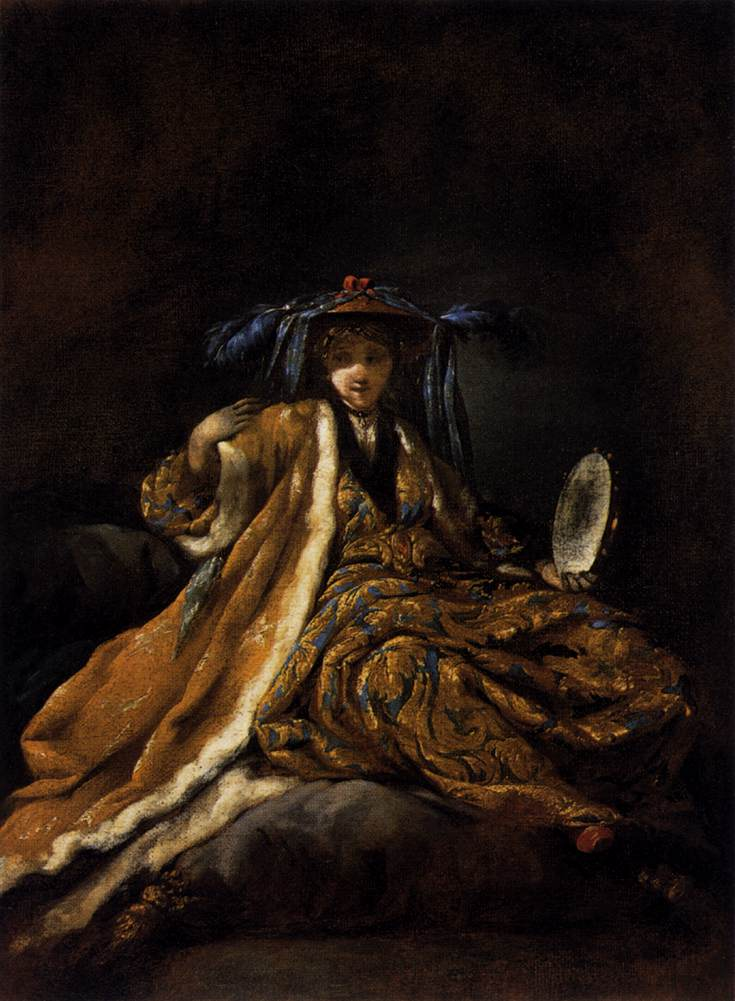
Sultane grecque (1748), Paris, musée du Louvre.

Jean Barbault, né à Viarmes le 1er août 1718 et mort à Rome le 28 mai 1762 , est un peintre et graveur français.

## Biographie
Élève de Jean Restout à Paris, il échoue au prix de Rome en 1745 et se rend en Italie à ses frais au début de 1747 où il restera jusqu'à la fin de sa vie.
Devenu pensionnaire de l’Académie de France en 1749, par faveur spéciale,  il en est exclu en 1753, accablé de dettes et en conflit avec le nouveau directeur, Charles-Joseph Natoire.
En 1756, il collabore avec Giovanni Battista Piranesi aux Antichità romane dont quatorze planches gravées lui sont attribuées.

## Les Mascarades de 1748 et 1751
Il était de tradition que pour le carnaval romain, les élèves de l'Académie de France à Rome fassent une mascarade. Pour l'année 1748, le thème choisi fut La caravane du Sultan à la Mecque, et chaque pensionnaire fut costumé; ainsi quelques personnages étrangers à l'Académie, mais amis des artistes comme M. de Rondu. « Tout n'était qu'illusion : les sultanes ? Des jeunes gens. Les somptueuses soieries ? Des toiles peintes. Les zibelines qui bordent manteaux et houppelandes ? Du lapin. Mais par la magie d'un pinceau sensuel et inspiré... on y croit ». Cette mascarade eut un très grand succès. Et pour en conserver la mémoire, Joseph-Marie Vien et Jean Barbault réalisèrent des portraits de leurs condisciples. L'ensemble des œuvres n'est pas localisé, mais on en connaît un certain nombre.
En 1751, le thème de la mascarade est Les Quatre parties du monde. Barbault peint l'ensemble du projet de défilé sur un panoramique très oblong, 37 x 392. Il peint sur papier, qui sera marouflé sur toile. C'est un « long défilé de personnages à cheval ou à pied, casqués, empanachés, enturbannés, encadrant des chars allégoriques... C'est peint de façon preste, vive, en touches colorées... Les silhouettes pleines de vie malgré leur stylisation gesticulent, dialoguent... Ce monde semble s'amuser beaucoup ». Eric Coatalem considère cette peinture comme son chef-d'œuvre. Elle a été achetée par le bailli de Breteuil alors qu'il était ambassadeur de l'Ordre de Malte à Rome. Elle est actuellement au musée des Beaux-Arts de Besançon.

## Collections publiques
- Beauvais, musée départemental de l'Oise :
  - Ambassadeur de Perse, 1748, huile sur toile, 63 × 44 cm
  - Émir Bachi
- Musée des Beaux Arts et d'Archéologie de Besançon : Mascarade des quatre parties du monde
- Musée des beaux-arts de Bordeaux : Ruines avec figures
- Musée des beaux-arts de Dijon : Le Cocher du Pape
- Musée des beaux-arts d'Orléans : 
  - Chevau-Léger
  - Fille dotée romaine
- Paris, musée du Louvre :
  - Femmes drapées de blanc, huile sur toile
  - Prêtre de la loi, 1748, huile sur toile
  - Sultane grecque, 1748, huile sur toile, d'après un dessin de Joseph-Marie Vien[6].
  - Vénitienne, vers 1755, huile sur toile, 24 x 18 cm (don au musée en 2024).

## Publications
- Les plus beaux monuments de la Rome ancienne, ou Recueil des plus beaux morceaux de l'antiquité romaine qui existent encore, 1761 (lire en ligne sur Gallica ; lire en ligne sur E-rara).
- Les Plus Beaux Édifices de la Rome moderne, ou Recueil des plus belles vues des principales églises, places, palais, fontaines etc. qui sont dans Rome, Bouchard & Gravier, 1763 (lire en ligne sur Gallica).
- Monumens Antiques ou Collection Choisie d'anciens Bas-reliefs et Fragmens Egiptiens [sic], Grecs, Romains, et Etrusques Représentant les Cérémonies religieuses, Sacrifices, Mariages, Bacchanales, Guerres, Batailles et autres Objets..., Bouchard & Gravier, 1783 (lire en ligne sur Gallica).

(Pour ces deux ouvrages, gravures d'après les dessins de Jean Barbault par Barbault lui-même et par Domenico Montagu.)